# Ла-Альтаграсія
Ла-Альтагра́сія (ісп. La Altagracia) — провінція в Домініканській Республіці.
Провінція Ла-Альтаграсія знаходиться на крайньому сході Домініканської Республіки. До 1968 року вона входила до складу провінції Ла-Романа. На території Ла-Альтаграсія розташований туристичний регіон Пунта-Кана.
Найзначнішими містами Ла-Альтаграсія є: Ігуей (провінційний центр), Лас-Лагунас-де-Нісибон, Ла-Отра-Банда, Сан-Рафаель-дель-Юма, Бока-дель-Юма.

## Адміністративний поділ
Провінція територіально поділяється на 2 муніципій (municipios) і 5 муніципальних округів (distrito municipal - D.M.).
| № | муніципій                                  | Населення, чол. (2012) |
| - | ------------------------------------------ | ---------------------- |
| 1 | Салвалеон-де-Ігуей (Salvaleón de Higüey)   | 234 889                |
| 2 | Сан-Рафаель-дель-Юма (San Rafael del Yuma) | 100 788                |
|   | Всього                                     | 335 677                |

| Домініканська Республіка | Це незавершена стаття з географії Домініканської Республіки. Ви можете допомогти проєкту, виправивши або дописавши її. |